# Ривьер-Сале
Ривьер-Сале (фр. Rivière Salée) — пролив в заморском департаменте Франции Гваделупа, разделяющий острова Гранд-Тер и Бас-Тер.
В переводе с французского название пролива означает «Солёная речка». При длине около 7 км в самых узких местах он имеет ширину всего лишь около 50 метров.
Через пролив построены два автомобильных разводных моста и мост, который используется пешеходами и велосипедистами. В среднем в день через пролив проходит около 140 тысяч транспортных средств. Тем не менее утром проезд по мостам закрыт, чтобы обеспечить проход судов.
Рядом с южным выходом из пролива расположен один из крупнейших городов Гваделупы Пуэнт-а-Питр.

## Галерея

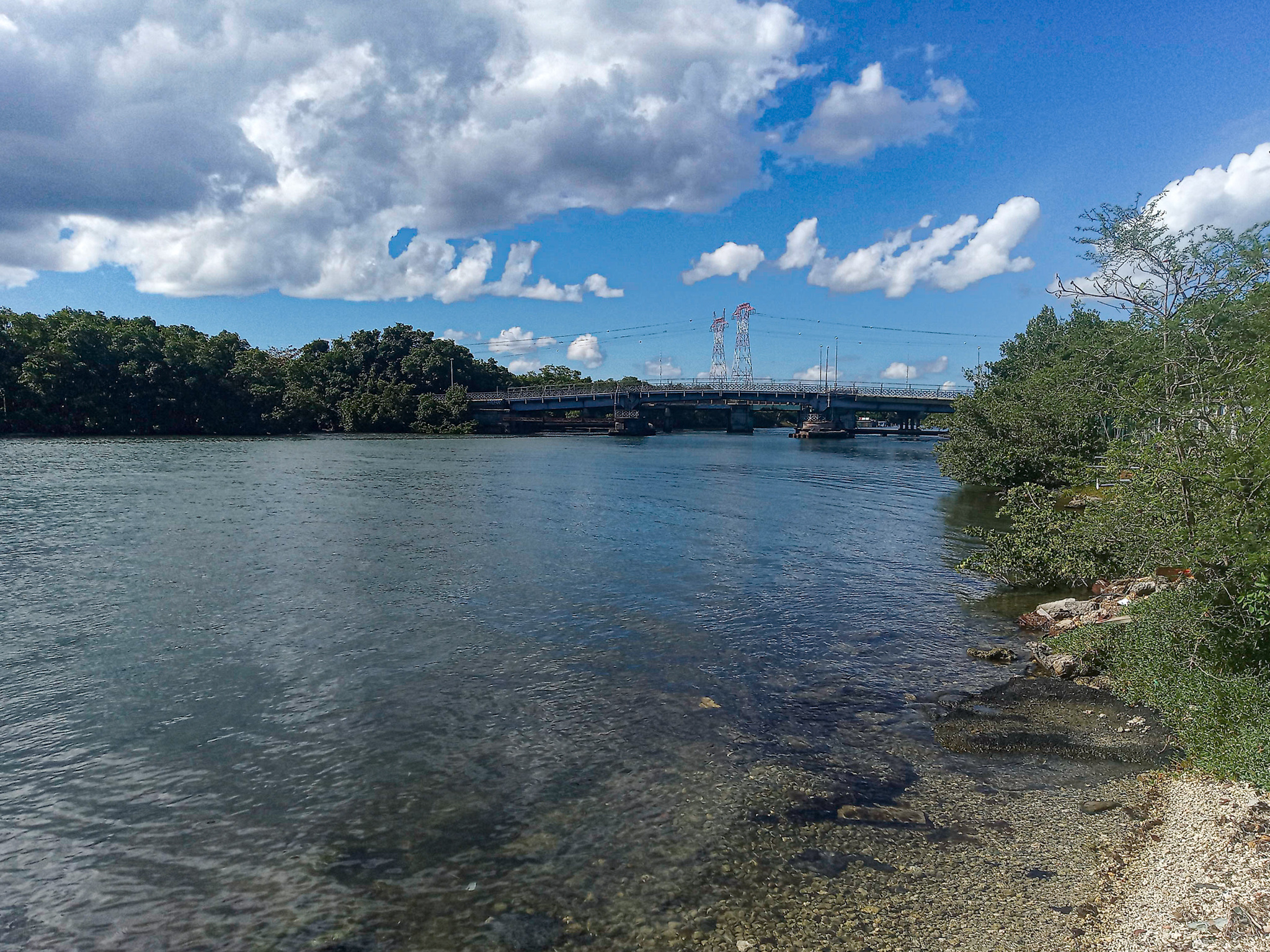
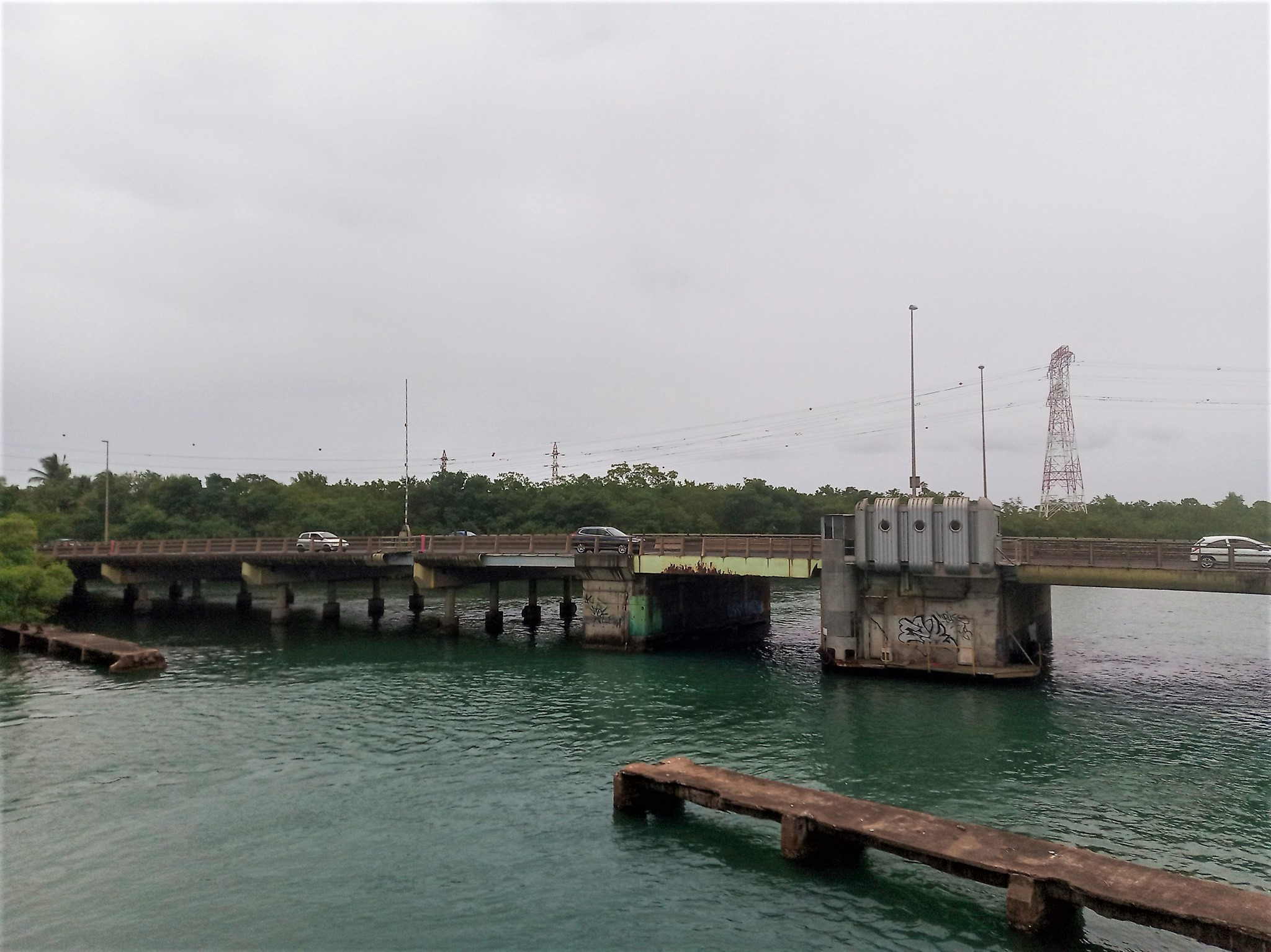
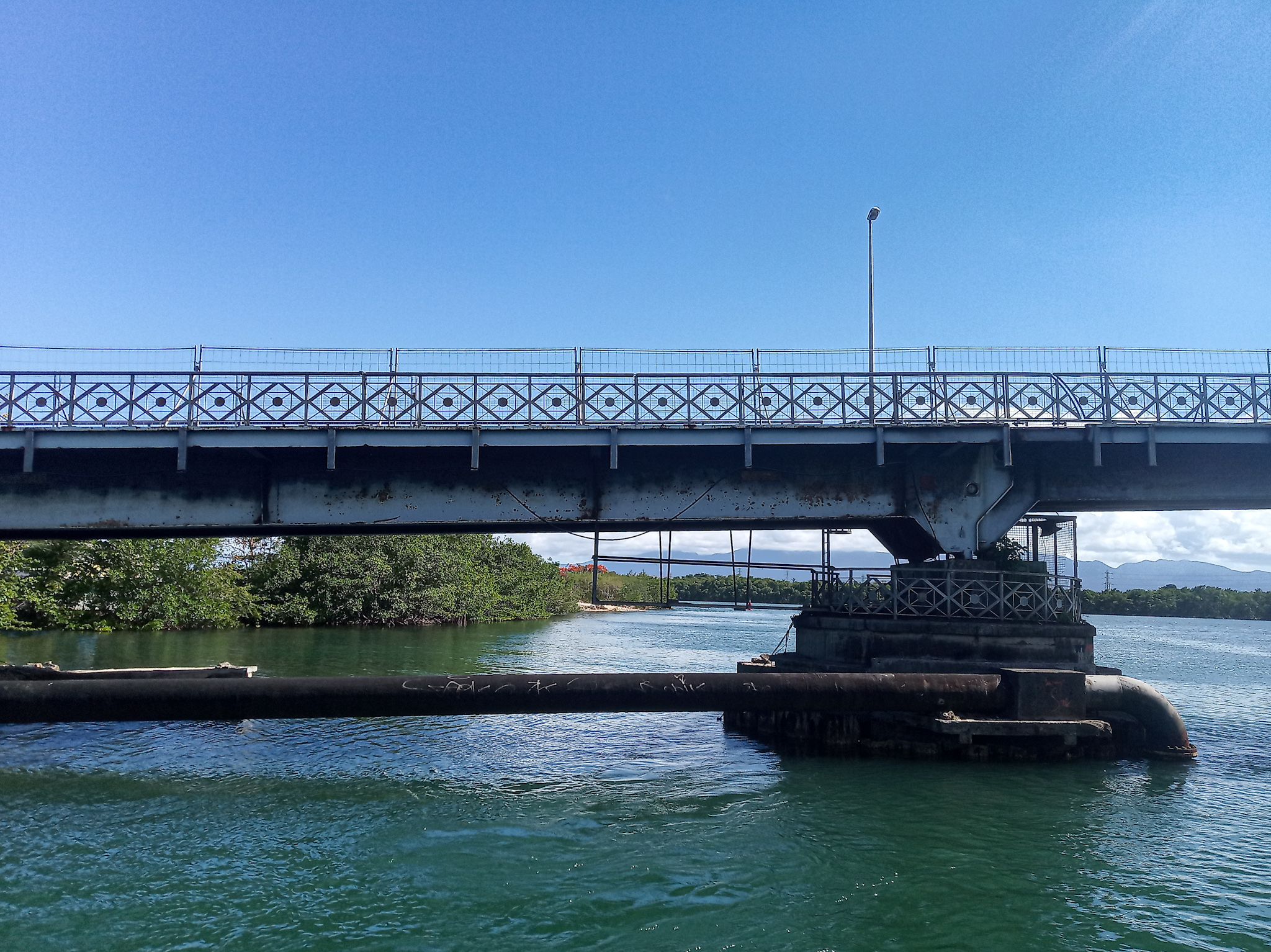